# Antonio Ante (canton)
Antonio Ante est un canton d'Équateur situé dans la province d'Imbabura.